# Abeille Languedoc
L’Abeille Languedoc est un remorqueur de haute mer, spécialisé dans le sauvetage de navire en détresse. Il est resté pendant 26 ans à Cherbourg, en surveillance de la Manche entre le Cotentin et le pas de Calais.

## Parcours
Ce navire, d'abord nommé Neptun Gothia, est mis à l'eau en 1978 au chantier Ulstein en Norvège. Il est construit pour l'armateur suédois Broström en tant que navire de ravitaillement pour l'activité pétrolière et gazière au large ; de surcroît, grâce à sa puissance et à la finesse des lignes sous-marines de sa coque en combinaison avec des buses, il est particulièrement apte à des activités de remorquage ; il est d'ailleurs considéré à cette époque comme le plus grand remorqueur de Suède. Le marché pétrolier est alors en pleine récession et, à l'issue de sa construction, le Neptun Gothia et le Neptun Suecia, son navire-jumeau, sont désarmés.
La compagnie Abeilles International cherche deux remorqueurs de haute mer pour la surveillance et le sauvetage des côtes françaises. En juillet 1978 elle loue ces deux unités et s'en porte acquéreur un an plus tard.
Le Neptun Gothia devenu Abeille Languedoc est basé à Cherbourg. Il est en alerte permanente, et doit être prêt à appareiller en vingt minutes.
Il a été remplacé en octobre 2005 par l’Abeille Liberté de 80 mètres et d'une force de traction de 200 tonnes appartenant aussi à Bourbon. Il est ensuite basé à La Pallice - La Rochelle, où il assure la sécurité sur les côtes du centre Atlantique et couvre le golfe de Gascogne. Toutefois, à la suite de la décision du gouvernement britannique d’abandonner ses remorqueurs de sauvetage prise fin 2010, les autorités françaises décident, pour compenser ce retrait, de repositionner l’Abeille Languedoc près du pas de Calais, à Dunkerque, puis le 1er octobre 2011 à Boulogne-sur-Mer.
À la suite de l'annonce d'un appel d'offres en novembre 2017 lancé par la Marine Nationale pour le remplacer tout comme l'Abeille Flandre, il est remplacé par un nouveau navire, l’Abeille Normandie, à compter de l'été 2022.
Au cours de ses trois dernières années d'activité, l'Abeille Languedoc a secouru plus de 2 000 naufragés.
Depuis le 3 août 2022, l’Abeille Languedoc est amarré à quai dans le port de Brest en attente de son démantèlement qui sera assuré par la société Navaleo selon un contrat signé le vendredi 12 août 2022. Le 24 avril 2023, le navire entre dans la forme 1 du port de Brest afin de commencer sa phase de déconstruction, elle s'achève début juillet[réf. souhaitée].

## Interventions et opérations
Liste de certaines interventions réalisées par l’Abeille Languedoc : 
- mars 1980 : pétrolier Tanio ;
- avril 1982 : ferry Prince of Brittany (en) (remorqué après un incendie à bord, au large de Cherbourg[8] ;
- milieu des années 1990 : pont de Normandie (avant la mise en service de celui-ci, le remorqueur participe à l'évaluation de la solidité de l'ouvrage par une opération spectaculaire et risquée ; un câble est attaché à la section centrale du tablier du pont et tiré depuis l'estuaire de la Seine par l'Abeille Languedoc ; conformément aux calculs, le fort filin rompt bien avant que le pont souffre du moindre dommage[9]).

## Galerie de photographies

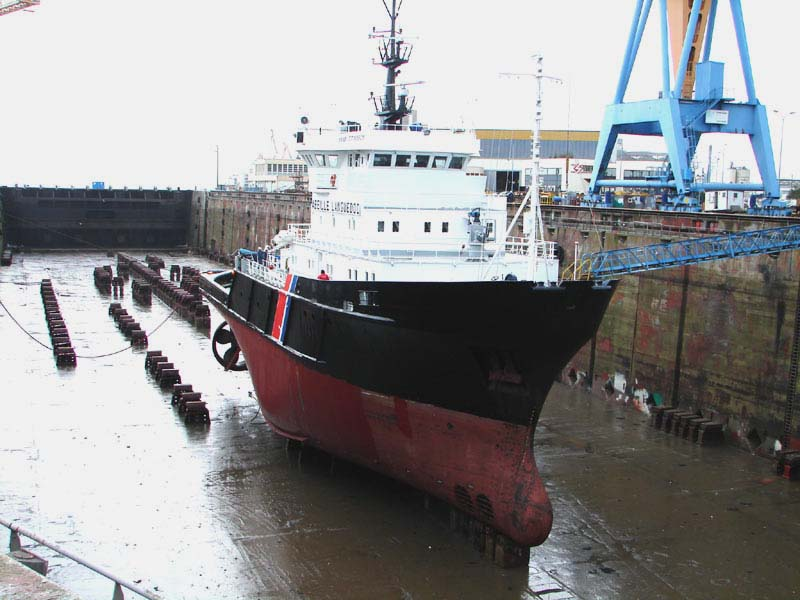
L’Abeille Languedoc en cale sèche à Brest.
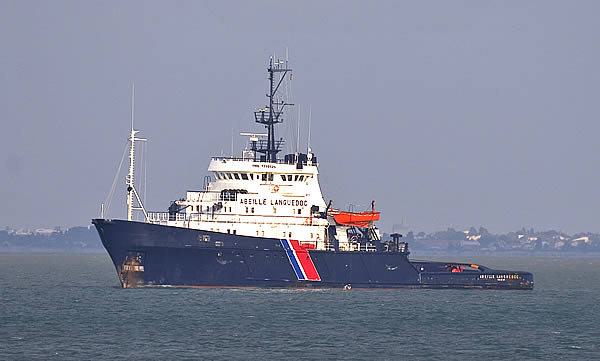
Le remorqueur Abeille Languedoc en rade du port de La Pallice - La Rochelle.